# Feliciano López
Pour les articles homonymes, voir López.
Feliciano López Díaz-Guerra, né le 20 septembre 1981 à Tolède, est un joueur espagnol de tennis professionnel.
Passé professionnel en 1997, il a remporté sept titres en simple, dont trois tournois de catégorie 500 Series à Vienne en 2007 et au Queen's en 2017 et en 2019. Il a aussi gagné six titres en double, dont Roland-Garros en 2016. Il a remporté la Coupe Davis à cinq reprises (2004, 2008, 2009, 2011 et 2019). Son meilleur classement en simple est la 12e place mondiale, obtenue le 2 mars 2015 à l'âge de trente-trois ans.
Contrairement à la majorité des joueurs espagnols, sa surface favorite n'est pas la terre battue mais le gazon. En effet, il a remporté quatre tournois sur cette surface en simple et seulement un sur terre. S'il a atteint les huitièmes de finale dans tous les tournois du Grand Chelem, il a disputé trois quarts de finale à Wimbledon, stade qu'il a également atteint à l'US Open en 2015.
Il détient le record de participations consécutives en Grand Chelem depuis Wimbledon 2018, devant Roger Federer (65). Il a en effet joué 79 tournois du Grand Chelem consécutifs, de Roland-Garros 2002 à l'Open d'Australie 2022, avant de perdre en qualifications à Roland-Garros 2022.
Le 1er janvier 2023, il annonce prendre sa retraite après la saison sur gazon.

## Biographie
Feliciano López est né à Tolède, à 75 kilomètres de Madrid. Vers deux ans, il quitte la région avec son père Feliciano, sa mère Belén et son frère Víctor, pour aller habiter à Melilla, enclave espagnole du nord du Maroc. À l'âge de cinq ans, il apprend à jouer au tennis avec son père et se montre très doué pour ce sport ainsi que le football, mais c'est en natation qu'il excelle le plus. Les horaires d'entraînements étant peu pratiques, il arrête la natation et décide de se consacrer au tennis, son sport préféré. À 12 ans, il est de retour à Madrid avec sa famille et commence l'entraînement avec la fédération de tennis de Madrid, accompagné de son frère. À 14 ans, il rejoint le centre de formation national de Barcelone. Entre 17 et 18 ans, sa progression est très ralentie en raison de deux fractures, l'une au poignet droit et l'autre au gauche.

## Carrière

### 2001 - 2003: premières saisons sur le circuit ATP et entrée dans le top 30
En 2001, Feliciano López atteint les quarts de finale lors de son deuxième tournoi sur le circuit ATP à Viña del Mar.
En 2002, il finit l'année dans le top 100 pour la première fois de sa carrière grâce à une demi-finale à Buenos Aires. Il remporte son premier match en Grand Chelem à Roland-Garros en tant que qualifié avant de s'incliner face à Tommy Haas au second tour. Sa meilleure performance dans un Grand Chelem en 2002 est un huitième de finale à Wimbledon, tournoi pendant lequel il sauve une balle de match au premier tour face à Konstantinos Economidis et six balles de match contre Guillermo Cañas au deuxième tour avant de battre Rainer Schüttler au tour suivant. Le Brésilien André Sá met un terme à son parcours londonien. En septembre, il élimine Marat Safin à Hong Kong et atteint les quarts à Tokyo la semaine suivante.
En 2003, il est le gaucher le mieux classé du circuit, à la 28e place mondiale.
Il se hisse en huitième de finale de Wimbledon, où il rencontre Roger Federer, qui l'empêche de continuer son parcours.
Sur le reste de la saison, López atteint les demies aux tournois de Stuttgart et Kitzbühel.
Il fait ses débuts dans l'équipe espagnole de Coupe Davis contre l'Australie.

### 2004 - 2007: progression fulgurante, premier titre ATP en 2004,1erquart de finale en Grand Chelem à Wimbledon 2005
En 2004, il continue d'améliorer son classement et ce pour la huitième année consécutive. Il atteint sa première finale au Dubaï, où il s'incline face à Roger Federer et signe sa première victoire sur le circuit pro à Vienne face à Guillermo Cañas. Il remporte aussi avec son compatriote Fernando Verdasco son premier titre en double à Stockholm.

### 2008: finale en ATP 500 à Dubaï,2equart de finale à Wimbledon et victoire en Coupe Davis
En 2008, il permet à l'équipe d'Espagne de remporter sa troisième Coupe Davis. Il est l'un des principaux artisans de cette victoire puisqu'il apporte deux points à son équipe, d'abord en battant Juan Martín del Potro, no 9 mondial, puis en remportant le double associé à Fernando Verdasco.
Il atteint cette année aussi les quarts de finale de tournoi de Wimbledon, où il chute en quatre sets face au Russe Marat Safin.

### 2009:2esacre en Coupe Davis, demi-finale à Shanghai en Masters 1000, mauvais résultats en Grand Chelem et sortie du top 40
En octobre 2009 au Masters de Shanghai, il atteint sa première demi-finale en Masters 1000 en éliminant successivement Guillermo García-López, David Ferrer, Jürgen Melzer, et enfin le Suédois Robin Söderling en quarts. Il est opposé au no 2 mondial et tête de série no 1, son compatriote Rafael Nadal. López est lui aussi forcé à l'abandon après une blessure au pied.

### 2010:2etitre ATP, victoire face auno1 mondial Rafael Nadal au Queen's
En 2010, il remporte face à Stéphane Robert son deuxième titre au tournoi de Johannesbourg, après cinq ans et demi d'attente. Il chute au premier tour du Masters de Paris-Bercy en trois sets face à Arnaud Clément 6-7, 7-6, 6-3.

### 2011:3esacre en Coupe Davis,3equart de finale à Wimbledon, demi-finale à Shanghai et intégration du top 20
Il participe à l'Open d'Australie, où il s'incline au deuxième tour face à Bernard Tomic.
À Roland-Garros, il est éliminé dès le premier tour face au no 3 mondial Roger Federer.
À Wimbledon, il bat au premier tour Michael Berrer (6-4, 7-5, 6-3) puis au second tour Rainer Schüttler (7-6, 6-7, 6-2, 6-2) et réalise une belle performance au troisième tour contre l'Américain Andy Roddick, qu'il bat en trois sets (7-6, 7-6, 6-4). En huitièmes de finale, il affronte le qualifié Łukasz Kubot, alors qu'il est mené 6-3, 7-6 il sauve deux balles de match dans la troisième manche pour finalement remporter le set au tie-break. Après une longue bataille, il finit par remporter le match en 4 h 20 sur le score de 3-6, 6-7, 7-6, 7-5, 7-5 et atteint pour la troisième fois de sa carrière les quarts de finale du tournoi, où il rejoint l'Écossais tête de série no 4 Andy Murray qui le défait en trois sets (6-3, 6-4, 6-4).
En octobre, il atteint la deuxième demi-finale de sa carrière en Masters 1000, et pour la deuxième fois à Shanghai. La semaine suivante, il perd contre Arnaud Clément en 8e à l'Open d'Orléans (Challenger)
Le 2 décembre 2011, il devient le joueur espagnol ayant disputé le plus grand nombre de finales de Coupe Davis (4 : 2003, 2008, 2009, 2011).
Hormis ses 2 balles de matchs sauvées à Wimbledon il perd cette année-là un nombre élevé de matchs en ratant des balles de match ; 1 balle de match dans 5 matchs différents : Juan Martín del Potro en janvier à Sydney (7-65, 6-79, 6-73), contre Frank Dancevic à Johannesbourg 7-65, 2-6, 6-78, contre Steve Darcis à Charleroi (Coupe Davis, match sans enjeu, 7-64, 6-76, 6-73, contre Roger Federer à Madrid (6-713, 7-61, 6-77, Mikail Youzhny à Pékin (7-65, 2-6, 5-7),

### 2012 - 2014: titres à Eastbourne en 2013 et 2014, résultats mitigés en Grand Chelem,3edemi-finale en Masters 1000 à Toronto 2014
Ses coachs durant la saison 2012 sont Alberto Berasategui, puis José Clavet (dit Pepo Clavet) à partir de la fin septembre.
Feliciano López commence sa saison 2012 au tournoi de Sydney où il est éliminé dès son entrée en lice par le Français Julien Benneteau (3-6, 4-6).
À l'Open d'Australie, il bat successivement l'Argentin Leonardo Mayer, l'Italien Flavio Cipolla et l'Américain John Isner mais il est éliminé par son compatriote Rafael Nadal au stade des huitièmes de finale.
Après l'Open d'Australie, Feliciano López s'aligne à l'Open Sud de France, mais touché au poignet, il est battu par le Français Guillaume Rufin. Il s'aligne ensuite au tournoi de Rotterdam, et s'incline au 1er tour face à Paul-Henri Mathieu. Le Français, de retour sur le circuit, réalise une très belle performance en battant l'Espagnol 4-6, 7-6, 6-4. Il se rend alors à Dubaï où il bat Nicolas Mahut au 1er tour. Il rencontre ensuite Roger Federer au 2e tour, et perd (7-5, 7-5).
À Indian Wells, tête de série no 15, il est exempté de 1er tour, et rencontre Márcos Baghdatís au 2e tour, mais dans un mauvais jour, il s'incline face au Chypriote. Néanmoins aligné en double, il joue avec Marcel Granollers, face à Novak Djokovic et Viktor Troicki, qu'ils battent. Ils rencontrent alors les frères Bryan au 2e tour, et font un match très remarqué face à la paire no 1 mondiale : 62-7, 7-64, 17-15. Ce match de très haut niveau, reste le plus beau double du tournoi d'Indian Wells en 2012. Au Masters de Miami, il est tête de série no 15. Il rencontre Albert Ramos au second tour, et s'incline alors qu'il était donné favori. Après un tournoi d'Indian Wells avorté de la même façon, on note que Feliciano López passe une période difficile sur le court.
Tête de série no 3 à Houston, il est exempt de premier tour. Il rencontre Paolo Lorenzi pour son match d'entrée et le domine (63-7, 6-2, 6-3). Au 3e tour, il bat haut la main Carlos Berlocq (6-1, 6-0). En demi-finale, il rencontre l'Américain John Isner qui a la particularité, comme Feliciano, d'être l'un des meilleurs serveurs du circuit. L'Américain remporte le match, sur le score très serré de 7-61, 7-64.
À Monte Carlo, il rencontre Stanislas Wawrinka. Le Suisse sort un grand tennis face à l'Espagnol qui, fatigué et souffrant du décalage horaire, ne fait aucun effort sur le court. Wawrinka sort donc López au 1er tour, en deux sets (6-1, 6-4). Tête de série no 7 à Barcelone, il rencontre Flavio Cipolla au 2e tour, et remporte facilement son match d'entrée (6-0, 6-3). Au 3e tour, il joue face à Jarkko Nieminen, qu'il domine (6-3, 7-64, 6-4). En quart de finale, il rencontre son compatriote David Ferrer et s'incline (64-7, 7-67, 6-3) alors qu'il a eu 3 balles de match.
Il se blesse aux abdominaux lors d'un entrainement avec Milos Raonic, le jeudi précédent le début de Roland-Garros. Bien qu'au repos forcé jusqu'au début du tournoi, il déclare forfait au bout d'un set face à Florent Serra.
Au Queen's, il bat Steve Darcis (6-3, 3-6, 7-5). Il s'incline ensuite 7-6, 7-6 face à Kevin Anderson. Lors de Wimbledon, il rencontre Jarkko Nieminen, dans un match souvent interrompu par la pluie, Feliciano n'arrive pas à imposer son jeu au Finlandais et s'incline dès le premier tour.
Tenant du titre, il revient à Bogota en tant que tête de série no 1 pour se refaire après la déroute de Wimbledon où il a perdu 12 places au classement ATP. Mais il est éliminé au premier tour par Guido Andreozzi, alors 222e mondial. Aux Jeux olympiques de Londres, il passe deux tours puis s'incline face à Jo-Wilfried Tsonga. À l'US Open, il bat Robin Haase et Pablo Andújar puis perd face à Andy Murray au 3e tour. Lors de la fin de sa saison, on peut encore noter une demi-finale à l'Open de Chine où il doit abandonner face à Jo-Wilfried Tsonga. Il termine la saison en reculant à la 40e place mondiale.
À Eastbourne, il remporte enfin un titre sur gazon, sa surface favorite, face à Gilles Simon. Il rencontre à nouveau le Français lors du premier tour de Wimbledon où il parvient à s'imposer une nouvelle fois sur le score de 6-2, 6-4, 7-611 cette fois-ci sans perdre un set. Il affronte ensuite Paul-Henri Mathieu, qui abandonne à 6-3, 5-1. Au 3e tour, il s'incline face à Tommy Haas en 4 sets.
Feliciano López commence sa saison 2014 doucement, avec de belles victoires et des contres performances. Il faut attendre la saison sur herbe, d'abord au tournoi du Queen's pour le voir sur le devant de la scène et être performant, devenant alors 29e mondial. Il bat la tête de série no 2 Tomáš Berdych (6-4, 7-67), puis Radek Štěpánek mais bute sur le Bulgare Grigor Dimitrov dans une finale à suspense très accrochée en trois tie-breaks et 2 h 30 de jeu. La semaine suivante vient le tournoi d'Eastbourne dont il est le tenant du titre. Il parvient à conserver son titre contre un autre Français Richard Gasquet dans un match indécis (6-3, 65-7, 7-5). À Wimbledon, il réalise un bon parcours en atteignant les huitièmes en ayant battu le 11e mondial John Isner en 4 sets au troisième tour mais il butte contre Stanislas Wawrinka 4e mondial en 3 sets. Cela conclut une bonne saison sur herbe pour lui avec un titre, une finale et un huitième en Grand Chelem.
Il revient en forme au Masters du Canada en allant jusqu'en demi-finales, avec des victoires sur Tomáš Berdych en huitième (3-6, 6-3, 6-4) et Milos Raonic (6-4, 65-7, 6-3) alors respectivement 5e et 6e mondiaux. Il perd ensuite sèchement contre Roger Federer. Le reste de la tournée américaine n'est pas terrible.
Lors de la tournée asiatique, il revient fort en réalisant un très bon parcours avec une demi-finale. En battant au deuxième tour le no 2 mondial Rafael Nadal en 2 sets 6-3, 7-66 (touché par son appendicite), une première depuis longtemps, puis John Isner et Mikhail Youzhny. Il perd finalement contre le Français Gilles Simon.
Il finira l'année à la 14e place mondiale, son meilleur classement et un bilan de 40 victoires pour 26 défaites.

### 2015:1erquart de finale à l'US Open, maintien dans le top 20
À l'Open d'Australie, il bat successivement l'Américain Denis Kudla, alors qu'il a été mené 2 sets à 1 et parvient à gagner 10-8 dans le dernier set, le Français Adrian Mannarino dans un match improbable avec beaucoup de breaks-debreaks, bénéficiant de l'abandon du Français (4-6, 4-6, 7-63, 4-0 ab.), et le Polonais Jerzy Janowicz dans un match complet et concentré (7-66, 6-4, 7-63). Il est ensuite éliminé par Milos Raonic au stade des huitièmes de finale en 5 sets.
Ensuite en Équateur à Quito, il est tête de série no 1 mais parvient difficilement en finale en battant Alejandro González, Dušan Lajović et son compatriote Fernando Verdasco. Dans une finale à suspense et au jeu moyen, il perd contre Víctor Estrella, 34 ans et qui n'avait auparavant jamais disputé de finale ATP en trois sets (2-6, 7-65, 65-7). Il atteint dans les semaines suivantes le meilleur classement de sa carrière, une 12e place mondiale.
Lors du premier Masters 1000 de la saison à Indian Wells, il commence au deuxième tour en battant le Français issu des qualifications Édouard Roger-Vasselin en trois sets, puis Pablo Cuevas, avant de battre en huitièmes le Japonais Kei Nishikori, 5e mondial, probablement fatigué de son match de la veille (6-4, 7-62). Atteignant son meilleur résultat à Indian Wells avec ce quart de finale, il perd cependant contre Andy Murray 3-6, 4-6.
Après des mois décevants, López réagit lors de la tournée américaine à Cincinnati. Il bat d'abord au premier tour le 10e mondial Milos Raonic (7-64, 6-4), puis Andreas Seppi en deux sets. En huitième, il affronte pour la neuvième fois Rafael Nadal, 8e mondial, qu'il bat (5-7, 6-4, 7-63) au terme d'un match haletant de 2 h 25 d'un combat acharné. En quart de finale, il affronte Roger Federer, qu'il n'a jamais battu, et perd 3-6, 4-6 en tout juste une heure de jeu.
C'est après ce tournoi, qu'il arrive à l'US Open comme tête de série no 18 où il affronte au premier tour son tombeur à Wimbledon, le Géorgien Nikoloz Basilashvili, qu'il expédie rapidement (7-65, 6-1, 6-3). Au second tour, il affronte l'Américain Mardy Fish qui dispute ici le dernier match de sa carrière. Après une longue bataille et un match où il passe à un jeu de la défaite dans le 4e set, il finit par s'imposer en 5 sets (2-6, 6-3, 1-6, 7-5, 6-3) mettant ainsi fin à la carrière de l'Américain et se qualifiant donc pour le 3e tour où il affronte une nouvelle fois le Canadien et 10e mondial Milos Raonic qu'il bat pour la 2e fois consécutive (6-2, 7-64, 6-3). En 1/8e de finale, il affronte l'Italien Fabio Fognini tombeur de Rafael Nadal au tour précédent pour une place en 1/4 de finale, stade qu'il n'a encore jamais atteint dans sa carrière sur le sol américain. Sans grand mal, il remporte ce match en 3 sets (6-3, 7-65, 6-1) et rallie pour la première fois de sa carrière le stade des 1/4 de finale à l'US Open à bientôt 34 ans. Il y affronte le no 1 mondial Novak Djokovic qui le bat non sans difficultés en 4 sets sur le score de 1-6, 6-3, 3-6, 62-7 et met ainsi un terme au très bon tournoi de l'Espagnol en 2 heures 40 minutes.

### 2016: victoire en double à Roland-Garros, sortie du top 20 en simple
Accompagné par Marc López, il remporte son premier titre du Grand Chelem à Roland-Garros, en battant Bob et Mike Bryan en finale, sur le score de 6-4, 67-7, 6-3. Ils ont notamment sauvé 6 balles de match en quart de finale face à la paire française composée de Julien Benneteau et d'Édouard Roger-Vasselin, avant de l'emporter en trois manches (3-6, 6-4, 7-67).
Le 24 juillet, il remporte son premier tournoi en simple sur terre battue à Gstaad en dominant en finale le Néerlandais Robin Haase (6-4, 7-5). Grâce à cette victoire, il complète donc son "grand chelem de surfaces" puisqu'il avait auparavant gagné deux fois sur le gazon britannique de Eastbourne, une fois en indoor à Vienne et une fois sur dur extérieur à Johannesbourg.

### 2017:2etitre ATP 500 au Queen's, finaliste en double à l'US Open
Feliciano López réussit un très bon début de saison sur gazon. Au tournoi de Stuttgart, il s'incline en finale face à Lucas Pouille (6-4, 65-7, 4-6) après avoir battu Tomáš Berdych (64-7, 6-3, 6-4) en quart et le volleyeur allemand Mischa Zverev (62-7, 7-64, 7-5) en demi-finale. La semaine suivante, il réalise l'une des meilleures semaines de sa carrière au Queen's. Il vainc d'entrée le 3e mondial, Stanislas Wawrinka (7-64, 7-5), puis Jérémy Chardy au second tour et à nouveau le Tchèque Tomáš Berdych (7-65, 61-7, 7-5) en quart. En demi-finale, il prend sa revanche de sa défaite en finale 2014, contre le Bulgare Grigor Dimitrov (7-5, 3-6, 6-2) au bout de 2 h 03 de jeu. Sans le breaker et en écartant une balle de match, il bat en finale le Croate Marin Čilić (7e mondial) sur le score de 4-6, 7-62, 7-68 après deux heures et demie d'un âpre combat. Il remporte ainsi le 6e titre de sa carrière et le troisième sur gazon.

### 2018: Record en Grand Chelem
En participant à Roland-Garros en 2018, il célèbre son 65e tournoi du Grand Chelem d'affilée, ce qui égale le record de Roger Federer. Il bat le record lors de Wimbledon 2018, où il célèbre sa 66e participation en Grand Chelem d'affilée.

### 2019: titre ATP 500 au Queen's, en simple et en double
Feliciano López remporte en juin le tournoi du Queen's en simple en battant en finale Gilles Simon et en double avec comme partenaire Andy Murray.

### 2021-2022: Nouveau record en Masters 1000 et en Grand Chelem
Il perd au premier tour de Wimbledon en 2021 mais dispute par ailleurs son 77e tournoi du Grand Chelem consécutif puis son 78e d'affilée lors de l'US Open.
Lors d'Indiana Wells 2021, il dispute son 149e Masters 1000 et détient désormais le record du plus grand nombre d'apparitions dans cette catégorie, battant également le record de Roger Federer.
En janvier 2022, il participe à l'Open d'Australie et participe à un 79e tournoi du Grand Chelem consécutif et son 80e au total. Il ne réussit pas à se qualifier pour Roland-Garros 2022 et met donc fin à sa série de participations consécutives à un Grand Chelem.
Il participe au tournoi de Wimbledon en 2022, et égale le record de participations en Grand Chelem de Roger Federer qui est de 81.

### 2023: Retraite
Le 1er janvier 2023, il annonce sa retraite après 26 ans passés sur le circuit et après être redescendu à la 842e place mondiale. Il annonce vouloir jouer quelques tournois pour faire un dernier adieu à ses fans.
Il annonce prendre sa retraite après le tournoi de Majorque, car n'ayant pas reçu de wild-cards pour Wimbledon. Pour le dernier tournoi de sa carrière, il commence par une victoire contre Max Purcell (6-3, 7-5) puis il s'offre en huitième de finale Jordan Thompson (7-6 (6), 1-6, 6-3) . Pour son premier quart de finale depuis sa victoire au Queen's en 2019, il s'incline 6-2, 6-4 face à Yannick Hanfmann, terminant sa carrière sur un 996e match pour 506 victoires sur le circuit ATP.

### Après Carrière tennistique
Le 30 novembre 2017, alors même que sa carrière n'est pas terminée, il est nommé directeur adjoint du tournoi de Madrid puis en devient directeur à partir de l'édition 2019.
Le 15 juin 2023, il est nommé directeur des phases finales de Coupe Davis où il s'occupera de la phase de groupe et du Final 8.

## Entourage
Feliciano López a compté plusieurs entraîneurs : Francisco Roig (qu'il partageait avec Rafael Nadal), Albert Costa (qui a ensuite pris la tête de l'équipe de Coupe Davis espagnole), Francisco Clavet, Alberto Berasategui.

## Palmarès

### Titres en simple messieurs
| No | Date       | Nom et lieu du tournoi                     | Catégorie   | Dotation    | Surface      | Finaliste       | Score                   |          |
| -- | ---------- | ------------------------------------------ | ----------- | ----------- | ------------ | --------------- | ----------------------- | -------- |
| 1  | 11-10-2004 | BA-CA Tennis Trophy, Vienne                | Series Gold | 658 000 $   | Dur (int.)   | Guillermo Cañas | 6-4, 1-6, 7-5, 3-6, 7-5 | Parcours |
| 2  | 01-02-2010 | SA Tennis Open, Johannesbourg              | ATP 250     | 442 500 $   | Dur (ext.)   | Stéphane Robert | 7-5, 6-1                | Parcours |
| 3  | 16-06-2013 | AEGON International, Eastbourne            | ATP 250     | 468 460 $   | Gazon (ext.) | Gilles Simon    | 7-62, 65-7, 6-0         | Parcours |
| 4  | 16-06-2014 | AEGON International, Eastbourne            | ATP 250     | 503 185 $   | Gazon (ext.) | Richard Gasquet | 6-3, 65-7, 7-5          | Parcours |
| 5  | 18-07-2016 | J. Safra Sarasin Swiss Open Gstaad, Gstaad | ATP 250     | 463 520 €   | Terre (ext.) | Robin Haase     | 6-4, 7-5                | Parcours |
| 6  | 19-06-2017 | Aegon Championships, Londres               | ATP 500     | 1 836 660 € | Gazon (ext.) | Marin Čilić     | 4-6, 7-62, 7-68         | Parcours |
| 7  | 17-06-2019 | Fever-Tree Championships, Londres          | ATP 500     | 2 081 830 € | Gazon (ext.) | Gilles Simon    | 6-2, 64-7, 7-62         | Parcours |

### Finales en simple messieurs
| No | Date       | Nom et lieu du tournoi                                  | Catégorie   | Dotation    | Surface      | Vainqueur              | Score                |          |
| -- | ---------- | ------------------------------------------------------- | ----------- | ----------- | ------------ | ---------------------- | -------------------- | -------- |
| 1  | 01-03-2004 | The Dubai Tennis Championships, Dubaï                   | Series Gold | 975 000 $   | Dur (ext.)   | Roger Federer          | 4-6, 6-1, 6-2        | Parcours |
| 2  | 22-08-2005 | Pilot Pen Tennis Presented by Michelob Ultra, New Haven | Int' Series | 650 000 $   | Dur (ext.)   | James Blake            | 3-6, 7-5, 6-1        | Parcours |
| 3  | 10-07-2006 | Allianz Suisse Open, Gstaad                             | Int' Series | 470 000 $   | Terre (ext.) | Richard Gasquet        | 7-64, 63-7, 6-3, 6-3 | Parcours |
| 4  | 03-03-2008 | The Barclays Dubai Tennis Championships, Dubaï          | Series Gold | 1 401 000 $ | Dur (ext.)   | Andy Roddick           | 68-7, 6-4, 6-2       | Parcours |
| 5  | 25-04-2011 | Serbia Open, Belgrade                                   | ATP 250     | 364 900 €   | Terre (ext.) | Novak Djokovic         | 7-64, 6-2            | Parcours |
| 6  | 18-02-2013 | US National Indoor Tennis Championships, Memphis        | ATP 500     | 1 212 750 $ | Dur (int.)   | Kei Nishikori          | 6-2, 6-3             | Parcours |
| 7  | 09-06-2014 | AEGON Championships, Londres                            | ATP 250     | 711 010 €   | Gazon (ext.) | Grigor Dimitrov        | 68-7, 7-61, 7-66     | Parcours |
| 8  | 02-02-2015 | Ecuador Open, Quito                                     | ATP 250     | 439 405 $   | Terre (ext.) | Víctor Estrella Burgos | 6-2, 65-7, 7-65      | Parcours |
| 9  | 28-09-2015 | Malaysian Open, Kuala Lumpur                            | ATP 250     | 937 835 $   | Dur (int.)   | David Ferrer           | 7-5, 7-5             | Parcours |
| 10 | 08-08-2016 | Abierto Mexicano Los Cabos, Cabo San Lucas              | ATP 250     | 721 030 $   | Dur (ext.)   | Ivo Karlović           | 7-65, 6-2            | Parcours |
| 11 | 12-06-2017 | MercedesCup, Stuttgart                                  | ATP 250     | 630 785 €   | Gazon (ext.) | Lucas Pouille          | 4-6, 7-65, 6-4       | Parcours |

### Titres en double messieurs
| No | Date       | Nom et lieu du tournoi                               | Catégorie   | Dotation     | Surface      | Partenaire         | Finalistes                             | Score             |          |
| -- | ---------- | ---------------------------------------------------- | ----------- | ------------ | ------------ | ------------------ | -------------------------------------- | ----------------- | -------- |
| 1  | 25-10-2004 | If Stockholm Open Stockholm                          | Int' Series | 625 000 $    | Dur (int.)   | Fernando Verdasco  | Wayne Arthurs Paul Hanley              | 6-4, 6-4          | Parcours |
| 2  | 04-01-2016 | Qatar ExxonMobil Open Doha                           | ATP 250     | 1 189 605 $  | Dur (ext.)   | Marc López         | Philipp Petzschner Alexander Peya      | 6-4, 6-3          | Parcours |
| 3  | 22-05-2016 | Roland-Garros Paris                                  | G. Chelem   | 16 008 750 € | Terre (ext.) | Marc López         | Bob Bryan Mike Bryan                   | 6-4, 66-7, 6-3    | Parcours |
| 4  | 23-04-2018 | Barcelona Open Banc Sabadell Barcelone               | ATP 500     | 2 510 900 €  | Terre (ext.) | Marc López         | Aisam-Ul-Haq Qureshi Jean-Julien Rojer | 7-65, 6-4         | Parcours |
| 5  | 17-06-2019 | Fever-Tree Championships Londres                     | ATP 500     | 2 081 830 €  | Gazon (ext.) | Andy Murray        | Rajeev Ram Joe Salisbury               | 7-66, 5-7, [10-5] | Parcours |
| 6  | 21-02-2022 | Abierto Mexicano Telcel presentado por HSBC Acapulco | ATP 500     | 1 678 065 $  | Dur (ext.)   | Stéfanos Tsitsipás | Marcelo Arévalo Jean-Julien Rojer      | 7-5, 6-4          | Parcours |

### Finales en double messieurs
| No | Date       | Nom et lieu du tournoi                     | Catégorie    | Dotation     | Surface      | Vainqueurs                        | Partenaire     | Score             |          |
| -- | ---------- | ------------------------------------------ | ------------ | ------------ | ------------ | --------------------------------- | -------------- | ----------------- | -------- |
| 1  | 30-04-2001 | Mallorca Open Palma                        | Int' Series  | 475 000 $    | Terre (ext.) | Donald Johnson Jared Palmer       | Francisco Roig | 7-5, 6-3          | Parcours |
| 2  | 12-04-2004 | Open de Tenis Comunidad Valenciana Valence | Int' Series  | 375 000 $    | Terre (ext.) | Gastón Etlis Martín Rodríguez     | Marc López     | 7-5, 7-65         | Parcours |
| 3  | 18-04-2005 | Open Seat Godó Barcelone                   | Series Gold  | 900 000 $    | Terre (ext.) | Leander Paes Nenad Zimonjić       | Rafael Nadal   | 6-3, 6-3          | Parcours |
| 4  | 21-02-2011 | Dubai Duty Free Tennis Championships Dubaï | ATP 500      | 1 619 500 $  | Dur (ext.)   | Serhiy Stakhovsky Mikhail Youzhny | Jérémy Chardy  | 4-6, 6-3, [10-3]  | Parcours |
| 5  | 24-02-2014 | Abierto Mexicano Telcel Acapulco           | ATP 500      | 1 309 770 $  | Dur (ext.)   | Kevin Anderson Matthew Ebden      | Max Mirnyi     | 6-3, 6-3          | Parcours |
| 6  | 12-05-2014 | Internazionali BNL d'Italia Rome           | Masters 1000 | 2 884 675 €  | Terre (ext.) | Daniel Nestor Nenad Zimonjić      | Robin Haase    | 6-4, 7-62         | Parcours |
| 7  | 26-10-2015 | Valencia Open Valence                      | ATP 250      | 537 050 €    | Dur (int.)   | Eric Butorac Scott Lipsky         | Max Mirnyi     | 7-64, 6-3         | Parcours |
| 8  | 21-02-2016 | Dubai Duty Free Tennis Championships Dubaï | ATP 500      | 2 249 215 $  | Dur (ext.)   | Simone Bolelli Andreas Seppi      | Marc López     | 6-2, 3-6, [14-12] | Parcours |
| 9  | 27-02-2017 | Abierto Mexicano Telcel Acapulco           | ATP 500      | 1 491 310 $  | Dur (ext.)   | Jamie Murray Bruno Soares         | John Isner     | 6-3, 6-3          | Parcours |
| 10 | 16-04-2017 | Monte-Carlo Rolex Masters Monte-Carlo      | Masters 1000 | 4 273 775 €  | Terre (ext.) | Rohan Bopanna Pablo Cuevas        | Marc López     | 6-3, 3-6, [10-4]  | Parcours |
| 11 | 31-08-2017 | US Open Flushing Meadows                   | G. Chelem    | 24 193 400 $ | Dur (ext.)   | Jean-Julien Rojer Horia Tecău     | Marc López     | 6-4, 6-3          | Parcours |

## Parcours dans les tournois duGrand Chelem

### En simple
| Année | Open d'Australie | Open d'Australie | Internationaux de France | Internationaux de France | Wimbledon       | Wimbledon            | US Open         | US Open            |
| ----- | ---------------- | ---------------- | ------------------------ | ------------------------ | --------------- | -------------------- | --------------- | ------------------ |
| 2001  | —                | —                | 1er tour (1/64)          | Carlos Moyà              | —               | —                    | —               | —                  |
| 2002  | —                | —                | 2e tour (1/32)           | Tommy Haas               | 1/8 de finale   | André Sá             | 2e tour (1/32)  | Gastón Gaudio      |
| 2003  | 3e tour (1/16)   | Y. El Aynaoui    | 1er tour (1/64)          | Mariano Zabaleta         | 1/8 de finale   | Roger Federer        | 1er tour (1/64) | Radek Štěpánek     |
| 2004  | 1er tour (1/64)  | Alberto Martín   | 1/8 de finale            | Gustavo Kuerten          | 3e tour (1/16)  | Ivo Karlović         | 3e tour (1/16)  | Lleyton Hewitt     |
| 2005  | 3e tour (1/16)   | J. Johansson     | 1er tour (1/64)          | P.-H. Mathieu            | 1/4 de finale   | Lleyton Hewitt       | 2e tour (1/32)  | Robin Söderling    |
| 2006  | 3e tour (1/16)   | Ivan Ljubičić    | 1er tour (1/64)          | Tomáš Berdych            | 1er tour (1/64) | Ivan Ljubičić        | 2e tour (1/32)  | M. Chiudinelli     |
| 2007  | 2e tour (1/32)   | Novak Djokovic   | 1er tour (1/64)          | Jarkko Nieminen          | 3e tour (1/16)  | J.-W. Tsonga         | 1/8 de finale   | Roger Federer      |
| 2008  | 2e tour (1/32)   | Richard Gasquet  | 1er tour (1/64)          | M. Vassallo              | 1/4 de finale   | Marat Safin          | 1er tour (1/64) | Jürgen Melzer      |
| 2009  | 1er tour (1/64)  | Gilles Müller    | 2e tour (1/32)           | Janko Tipsarević         | 1er tour (1/64) | Karol Beck           | 1er tour (1/64) | Taylor Dent        |
| 2010  | 3e tour (1/16)   | Andy Roddick     | 1er tour (1/64)          | Julian Reister           | 3e tour (1/16)  | Jürgen Melzer        | 1/8 de finale   | Rafael Nadal       |
| 2011  | 2e tour (1/32)   | Bernard Tomic    | 1er tour (1/64)          | Roger Federer            | 1/4 de finale   | Andy Murray          | 3e tour (1/16)  | Andy Murray        |
| 2012  | 1/8 de finale    | Rafael Nadal     | 1er tour (1/64)          | Florent Serra            | 1er tour (1/64) | Jarkko Nieminen      | 3e tour (1/16)  | Andy Murray        |
| 2013  | 2e tour (1/32)   | Radek Štěpánek   | 3e tour (1/16)           | David Ferrer             | 3e tour (1/16)  | Tommy Haas           | 3e tour (1/16)  | Milos Raonic       |
| 2014  | 3e tour (1/16)   | Andy Murray      | 2e tour (1/32)           | Donald Young             | 1/8 de finale   | S. Wawrinka          | 3e tour (1/16)  | Dominic Thiem      |
| 2015  | 1/8 de finale    | Milos Raonic     | 1er tour (1/64)          | T. Gabashvili            | 2e tour (1/32)  | N. Basilashvili      | 1/4 de finale   | Novak Djokovic     |
| 2016  | 3e tour (1/16)   | John Isner       | 3e tour (1/16)           | David Ferrer             | 3e tour (1/16)  | Nick Kyrgios         | 2e tour (1/32)  | João Sousa         |
| 2017  | 1er tour (1/64)  | Fabio Fognini    | 3e tour (1/16)           | Marin Čilić              | 1er tour (1/64) | Adrian Mannarino     | 3e tour (1/16)  | Roger Federer      |
| 2018  | 1er tour (1/64)  | Sam Querrey      | 1er tour (1/64)          | Serhiy Stakhovsky        | 2e tour (1/32)  | J.-M. del Potro      | 1er tour (1/64) | Fernando Verdasco  |
| 2019  | 1er tour (1/64)  | Jordan Thompson  | 1er tour (1/64)          | Ivo Karlović             | 2e tour (1/32)  | Karen Khachanov      | 3e tour (1/16)  | Daniil Medvedev    |
| 2020  | 1er tour (1/64)  | R. Bautista-Agut | 1er tour (1/64)          | Daniel Altmaier          | Annulé          | Annulé               | 1er tour (1/64) | R. Carballés Baena |
| 2021  | 3e tour (1/16)   | Andrey Rublev    | 1er tour (1/64)          | Federico Coria           | 1er tour (1/64) | Daniel Evans         | 1er tour (1/64) | B. Zapata Miralles |
| 2022  | 1er tour (1/64)  | John Millman     | —                        | —                        | 1er tour (1/64) | B. van de Zandschulp | —               | —                  |

N.B. : à droite du résultat se trouve le nom de l'ultime adversaire.

### En double
| Année | Open d'Australie                 | Open d'Australie            | Internationaux de France     | Internationaux de France    | Wimbledon                       | Wimbledon                  | US Open                         | US Open                    |
| ----- | -------------------------------- | --------------------------- | ---------------------------- | --------------------------- | ------------------------------- | -------------------------- | ------------------------------- | -------------------------- |
| 2003  | 1er tour (1/32) T. Shimada       | H. Arazi Y. El Aynaoui      | 1/8 de finale D. Sanguinetti | M. Bertolini S. Prieto      | 1er tour (1/32) F. Vicente      | X. Malisse T. Vanhoudt     | 1/8 de finale N. Lapentti       | J. Björkman T. Woodbridge  |
| 2004  | 2e tour (1/16) Mario Ančić       | F. Čermák L. Friedl         | 1er tour (1/32) F. Verdasco  | A. Clément N. Escudé        | 2e tour (1/16) F. Verdasco      | W. Arthurs P. Hanley       | 1/4 de finale F. Verdasco       | Leander Paes David Rikl    |
| 2005  | 1er tour (1/32) F. Verdasco      | W. Moodie N. Zimonjić       | 1er tour (1/32) F. Verdasco  | R. Schüttler M. Youzhny     | 2e tour (1/16) R. Nadal         | D. Hrbatý M. Mertiňák      | 1/8 de finale F. Verdasco       | J. Björkman Max Mirnyi     |
| 2006  | 2e tour (1/16) F. Verdasco       | F. Santoro N. Zimonjić      | 1er tour (1/32) F. Verdasco  | P. Hanley K. Ullyett        | —                               | —                          | 1er tour (1/32) C. Rochus       | W. Arthurs J. Gimelstob    |
| 2007  | —                                | —                           | 2e tour (1/16) M. Granollers | F. Santoro N. Zimonjić      | —                               | —                          | 2e tour (1/16) M. Granollers    | J. Coetzee R. Wassen       |
| 2008  | 1/8 de finale L. Arnold Ker      | M. Damm P. Vízner           | —                            | —                           | 1/8 de finale F. Verdasco       | J. Björkman K. Ullyett     | 1/4 de finale F. Verdasco       | T. Robredo S. Roitman      |
| 2009  | 1/4 de finale F. Verdasco        | M. Bhupathi M. Knowles      | 1er tour (1/32) F. Verdasco  | S. Aspelin P. Hanley        | —                               | —                          | —                               | —                          |
| 2010  | 2e tour (1/16) R. Schüttler      | A. Clément J. Erlich        | —                            | —                           | —                               | —                          | 1er tour (1/32) T. Gabachvili   | J. I. Chela P. Cuevas      |
| 2011  | 2e tour (1/16) Juan Mónaco       | M. Bhupathi Leander Paes    | 2e tour (1/16) M. Granollers | S. Aspelin P. Hanley        | —                               | —                          | —                               | —                          |
|       |                                  |                             |                              |                             |                                 |                            |                                 |                            |
| 2013  | 1er tour (1/32) R. Bautista-Agut | D. Marrero F. Verdasco      | 1/8 de finale André Sá       | D. Marrero F. Verdasco      | —                               | —                          | 2e tour (1/16) André Sá         | Jamie Murray John Peers    |
| 2014  | 1er tour (1/32) André Sá         | A. Peya Bruno Soares        | 1/8 de finale J. Melzer      | M. Draganja F. Mergea       | 2e tour (1/16) J. Melzer        | J.-J. Rojer Horia Tecău    | 1er tour (1/32) Juan Mónaco     | M. Kukushkin M. Venus      |
| 2015  | 1/4 de finale Max Mirnyi         | Ivan Dodig Marcelo Melo     | 2e tour (1/16) Max Mirnyi    | G. García É. Roger-Vasselin | —                               | —                          | 1er tour (1/32) Max Mirnyi      | Eric Butorac Scott Lipsky  |
| 2016  | 2e tour (1/16) Marc López        | M. Cecchinato Andreas Seppi | Victoire Marc López          | Bob Bryan Mike Bryan        | —                               | —                          | 1/2 finale Marc López           | P. Carreño G. García       |
| 2017  | 1/8 de finale Marc López         | P. Carreño G. García        | 1er tour (1/32) Marc López   | J. Peralta H. Zeballos      | 1er tour (1/32) Marc López      | Matt Reid J.-P. Smith      | Finale Marc López               | J.-J. Rojer Horia Tecău    |
| 2018  | 2e tour (1/16) Marc López        | B. McLachlan J.-L. Struff   | 1/2 finale Marc López        | Oliver Marach Mate Pavić    | —                               | —                          | 2e tour (1/16) Marc López       | C. Harrison R. Harrison    |
| 2019  | 1er tour (1/32) Marc López       | Leonardo Mayer João Sousa   | 2e tour (1/16) P. Cuevas     | M. Kukushkin Joran Vliegen  | 2e tour (1/16) P. Carreño Busta | M. González H. Zeballos    | 2e tour (1/16) P. Carreño Busta | Robin Haase Wesley Koolhof |
| 2020  | 1er tour (1/32) P. Andújar       | Sander Gillé Joran Vliegen  | 1/8 de finale P. Cuevas      | N. Monroe Tommy Paul        | Annulé                          | Annulé                     | —                               | —                          |
| 2021  | —                                | —                           | —                            | —                           | 1er tour (1/32) Marc López      | A. Göransson Casper Ruud   | —                               | —                          |
| 2022  | —                                | —                           | 1/8 de finale M. Cressy      | Rajeev Ram Joe Salisbury    | 1er tour (1/32) M. Cressy       | Łukasz Kubot Szymon Walków | 2e tour (1/16) J. Munar         | M. Demoliner João Sousa    |

N.B. : le nom du partenaire se trouve sous le résultat ; le nom des ultimes adversaires se trouve à droite.

### En double mixte
| Année | Open d'Australie | Open d'Australie | Internationaux de France    | Internationaux de France | Wimbledon                 | Wimbledon          | US Open | US Open |
| ----- | ---------------- | ---------------- | --------------------------- | ------------------------ | ------------------------- | ------------------ | ------- | ------- |
| 2004  | —                | —                | 2e tour (1/8) M. A. Sánchez | Cara Black Wayne Black   | —                         | —                  | —       | —       |
|       |                  |                  |                             |                          |                           |                    |         |         |
| 2011  | —                | —                | —                           | —                        | 3e tour (1/8) A. Petkovic | L. Huber Bob Bryan | —       | —       |

N.B. : le nom de la partenaire se trouve sous le résultat ; le nom des ultimes adversaires se trouve à droite.

## Participation auxMasters

### En double
| Année | Ville              | Surface    | Partenaire | Résultats | Résultat final    |
| ----- | ------------------ | ---------- | ---------- | --------- | ----------------- |
| 2016  | Londres (O2 Arena) | Dur indoor | Marc López | 1v, 2d    | Éliminé en poules |

## Parcours dans lesMasters 1000
| Année | Indian Wells               | Miami                     | Monte-Carlo          | Rome                    | Hambourg puis Madrid       | Canada                      | Cincinnati                    | Madrid puis Shanghai      | Paris                    |
| ----- | -------------------------- | ------------------------- | -------------------- | ----------------------- | -------------------------- | --------------------------- | ----------------------------- | ------------------------- | ------------------------ |
| 2002  | —                          | 2e tour À. Corretja       | —                    | —                       | —                          | —                           | —                             | 1/8 de finale A. Agassi   | —                        |
| 2003  | 2e tour A. Roddick         | 1er tour Philippoussis    | 2e tour F. Vicente   | 1er tour W. Ferreira    | 2e tour W. Ferreira        | 1/4 de finale D. Nalbandian | 2e tour T. Martin             | 1/4 de finale R. Federer  | 2e tour G. Coria         |
| 2004  | 2e tour Luis Horna         | 2e tour T. Ascione        | 2e tour N. Massú     | 1er tour S. Grosjean    | 1er tour F. González       | 2e tour A. Roddick          | 2e tour I. Karlović           | 2e tour Marat Safin       | 1/4 de finale G. Cañas   |
| 2005  | 3e tour F. Santoro         | 2e tour A. Clément        | 1er tour A. Seppi    | 1er tour T. Johansson   | 2e tour F. Volandri        | 1er tour Y. El Aynaoui      | 1er tour R. Gasquet           | 1er tour S. Grosjean      | 2e tour R. Štěpánek      |
| 2006  | 1er tour J. Gimelstob      | 2e tour S. Grosjean       | 2e tour F. González  | 1er tour R. Štěpánek    | 1er tour D. Ferrer         | 1er tour T. Johansson       | 1er tour J. Gimelstob         | 1er tour R. Ginepri       | —                        |
| 2007  | 2e tour A. Roddick         | 1/8 de finale N. Djokovic | —                    | —                       | —                          | —                           | 1er tour Juan Mónaco          | 1/4 de finale R. Federer  | 1er tour J. M. del Potro |
| 2008  | 2e tour D. Young           | 3e tour D. Toursounov     | 1er tour A. Murray   | 1er tour Mario Ančić    | 1er tour Ivo Minář         | 2e tour D. Toursounov       | 1er tour A. Seppi             | 1/4 de finale R. Nadal    | 2e tour A. Roddick       |
| 2009  | 1er tour M. Llodra         | 3e tour F. Verdasco       | 1er tour D. Ferrer   | 2e tour R. Štěpánek     | 1er tour Juan Mónaco       | 1er tour F. Verdasco        | 1er tour J. Melzer            | 1/2 finale R. Nadal       | 1er tour A. Clément      |
| 2010  | 3e tour R. Söderling       | 3e tour Mardy Fish        | 1er tour T. Berdych  | 1/4 de finale E. Gulbis | 1/8 de finale E. Gulbis    | 1er tour T. de Bakker       | 1er tour Taylor Dent          | 1er tour J.-W. Tsonga     | 1er tour A. Clément      |
| 2011  | 1er tour J. Benneteau      | 3e tour R. Nadal          | 2e tour D. Ferrer    | 1/8 de finale R. Nadal  | 2e tour R. Federer         | 2e tour Mardy Fish          | 2e tour Kohlschreiber         | 1/2 finale D. Ferrer      | 1/8 de finale John Isner |
| 2012  | 2e tour M. Baghdatís       | 2e tour A. Ramos          | 1er tour S. Wawrinka | 1er tour M. Granollers  | 1er tour J. Melzer         | —                           | 1er tour Mardy Fish           | 1/8 de finale N. Djokovic | 1er tour A. Ramos        |
| 2013  | 1er tour E. Gulbis         | —                         | —                    | 1er tour J. Chardy      | 1er tour D. Gimeno         | 1er tour E. Gulbis          | 1/8 de finale J. M. del Potro | 2e tour T. Berdych        | 2e tour S. Wawrinka      |
| 2014  | 1/8 de finale J. Benneteau | 3e tour A. Murray         | —                    | 1er tour M. Granollers  | 1/4 de finale K. Nishikori | 1/2 finale R. Federer       | 1er tour Marin Čilić          | 1/2 finale G. Simon       | 1/8 de finale T. Berdych |
| 2015  | 1/4 de finale A. Murray    | 2e tour D. Thiem          | —                    | 2e tour V. Troicki      | 2e tour L. Mayer           | 1er tour T. Robredo         | 1/4 de finale R. Federer      | 1/8 de finale N. Djokovic | 2e tour V. Troicki       |
| 2016  | 1/8 de finale N. Djokovic  | 2e tour Y. Nishioka       | 1er tour D. Goffin   | 1er tour K. Anderson    | 2e tour R. Bautista        | —                           | 2e tour G. Dimitrov           | 2e tour Jack Sock         | 2e tour L. Pouille       |
| 2017  | 2e tour D. Lajović         | 2e tour M. Jaziri         | 2e tour A. Zverev    | 1er tour D. Ferrer      | 1/8 de finale N. Djokovic  | 1er tour Chung Hyeon        | 2e tour G. Dimitrov           | 2e tour A. Dolgopolov     | 2e tour L. Pouille       |
| 2018  | 1/8 de finale Sam Querrey  | 2e tour J. Donaldson      | 2e tour R. Bautista  | 1er tour K. Nishikori   | 2e tour Schwartzman        | —                           | —                             | —                         | 2e tour Schwartzman      |
| 2019  | 2e tour K. Khachanov       | 2e tour G. Dimitrov       | —                    | —                       | —                          | 1er tour J. Millman         | —                             | —                         | —                        |
| 2020  | n.o.                       | n.o.                      | n.o.                 | —                       | n.o.                       | n.o.                        | —                             | n.o.                      | 2e tour R. Nadal         |
| 2021  | 1er tour T. Paul           | 1er tour A. Popyrin       | —                    | —                       | —                          | 2e tour L. Harris           | —                             | n.o.                      | —                        |

N.B. : sous le résultat se trouve le nom de l’ultime adversaire.

## Victoires face aux meilleurs joueurs
Feliciano López bat pour la première fois un joueur du top 10 lors du Tournoi de Hong Kong 2002 où il s'impose face à Marat Safin alors 4e mondial au 2e tour (7-62, 7-5).
Victoires/défaites contre des joueurs qui ont dans leur carrière atteint le top 5 et qu'il a battu, entre parenthèses leur meilleur classement (mis à jour le 05/11/2020) :
| Joueur                       | Victoires | Défaites |
| ---------------------------- | --------- | -------- |
| Tomáš Berdych (no 5)         | 9         | 6        |
| Rainer Schüttler (no 5)      | 8         | 1        |
| David Ferrer (no 3)          | 8         | 11       |
| Milos Raonic (no 3)          | 5         | 3        |
| Nikolay Davydenko (no 3)     | 4         | 2        |
| Ivan Ljubičić (no 3)         | 4         | 2        |
| Marat Safin (no 1)           | 4         | 2        |
| Robin Söderling (no 4)       | 4         | 4        |
| Rafael Nadal (no 1)          | 4         | 10       |
| Àlex Corretja (no 2)         | 3         | 1        |
| Juan Carlos Ferrero (no 1)   | 3         | 1        |
| Kei Nishikori (no 4)         | 3         | 4        |
| Stanislas Wawrinka (no 3)    | 3         | 5        |
| Juan Martín del Potro (no 3) | 3         | 5        |
| Marin Čilić (no 3)           | 3         | 5        |
| Tim Henman (no 4)            | 2         | 1        |
| James Blake (no 4)           | 2         | 2        |
| Gastón Gaudio (no 5)         | 2         | 2        |
| Jiří Novák (no 5)            | 2         | 2        |
| Grigor Dimitrov (no 3)       | 2         | 4        |
| Lleyton Hewitt (no 1)        | 2         | 4        |
| Carlos Moyà (no 1)           | 1         | 1        |
| Andre Agassi (no 1)          | 1         | 2        |
| Fernando González (no 5)     | 1         | 3        |
| Dominic Thiem (no 4)         | 1         | 3        |
| Guillermo Coria (no 3)       | 1         | 6        |
| Andy Roddick (no 1)          | 1         | 7        |
| Novak Djokovic (no 1)        | 1         | 9        |

## Victoires sur le top 10
Toutes ses victoires sur des joueurs classés dans le top 10 de l'ATP lors de la rencontre.
| Légende         |
| --------------- |
| Grand Chelem    |
| Jeux olympiques |
| Masters 1000    |
| 500 Series      |
| 250 Series      |
| Coupe Davis     |

| #  | F.L.   | Tournoi         | Année | Surface         | Adversaire            | Rang  | Tour   | Score                    |
| -- | ------ | --------------- | ----- | --------------- | --------------------- | ----- | ------ | ------------------------ |
| 1  | no 71  | Hong Kong       | 2002  | Dur             | Marat Safin           | no 4  | 1/8    | 7-62, 7-5                |
| 2  | no 58  | Hambourg        | 2003  | Terre battue    | Paradorn Srichaphan   | no 9  | 1/32   | 6-4, 6-3                 |
| 3  | no 50  | Stuttgart       | 2003  | Terre battue    | Rainer Schüttler      | no 8  | 1/4    | 6-2, 6-4                 |
| 4  | no 37  | Montréal        | 2003  | Dur             | Guillermo Coria       | no 6  | 1/32   | 6-3, ab.                 |
| 5  | no 28  | Cincinnati      | 2003  | Dur             | Paradorn Srichaphan   | no 10 | 1/32   | 61-7, 6-4, 7-65          |
| 6  | no 35  | Madrid          | 2003  | Dur (int.)      | Carlos Moyà           | no 7  | 1/8    | 65-7, 6-1, 7-5           |
| 7  | no 28  | Paris-Bercy     | 2004  | Moquette (int.) | Gastón Gaudio         | no 10 | 1/16   | 7-5, 3-6, 6-1            |
| 8  | no 26  | Hambourg        | 2005  | Terre battue    | Andre Agassi          | no 7  | 1/32   | 6-2, 7-65                |
| 9  | no 33  | Wimbledon       | 2005  | Gazon           | Marat Safin           | no 5  | 1/16   | 6-4, 7-64, 6-3           |
| 10 | no 68  | Gstaad          | 2006  | Terre battue    | Ivan Ljubičić         | no 4  | 1/4    | 7-64, 6-3                |
| 11 | no 77  | US Open         | 2006  | Dur             | Ivan Ljubičić         | no 3  | 1/64   | 6-3, 6-3, 6-3            |
| 12 | no 84  | Stuttgart       | 2007  | Terre battue    | Tomáš Berdych         | no 10 | 1/8    | 6-0, 6-3                 |
| 13 | no 42  | Madrid          | 2007  | Dur (int.)      | David Ferrer          | no 7  | 1/16   | 7-63, 7-5                |
| 14 | no 41  | Dubaï           | 2008  | Dur             | Tomáš Berdych         | no 10 | 1/8    | 6-2, 7-5                 |
| 15 | no 41  | Dubaï           | 2008  | Dur             | David Ferrer          | no 4  | 1/4    | 6-4, 6-3                 |
| 16 | no 41  | Dubaï           | 2008  | Dur             | Nikolay Davydenko     | no 5  | 1/2    | 6-4, 4-6, 7-5            |
| 17 | no 40  | Madrid          | 2008  | Dur (int.)      | David Ferrer          | no 5  | 1/16   | 6-4, 7-64                |
| 18 | no 31  | Coupe Davis     | 2008  | Dur (int.)      | Juan Martín del Potro | no 9  | Poules | 4-6, 7-62, 7-64, 6-3     |
| 19 | no 31  | Queen's         | 2010  | Gazon           | Rafael Nadal          | no 1  | 1/4    | 7-65, 6-4                |
| 20 | no 44  | Wimbledon       | 2011  | Gazon           | Andy Roddick          | no 10 | 1/16   | 7-62, 7-62, 6-4          |
| 21 | no 31  | Coupe Davis     | 2011  | Dur (int.)      | Mardy Fish            | no 8  | Poules | 6-4, 3-6, 6-3, 62-7, 8-6 |
| 22 | no 28  | Shanghai        | 2011  | Dur             | Tomáš Berdych         | no 7  | 1/8    | 6-4, 6-4                 |
| 23 | no 21  | Paris-Bercy     | 2011  | Dur (int.)      | Gaël Monfils          | no 10 | 1/16   | 6-3, 6-4                 |
| 24 | no 30  | Jeux olympiques | 2012  | Gazon           | Juan Mónaco           | no 10 | 1/16   | 6-4, 6-4                 |
| 25 | no 29  | Gstaad          | 2013  | Terre battue    | Stanislas Wawrinka    | no 10 | 1/4    | 6-4, 2-6, 4-3 ab.        |
| 26 | no 29  | Queen's         | 2014  | Gazon           | Tomáš Berdych         | no 6  | 1/4    | 6-4, 7-67                |
| 27 | no 25  | Toronto         | 2014  | Dur             | Tomáš Berdych         | no 5  | 1/8    | 3-6, 6-3, 6-4            |
| 28 | no 25  | Toronto         | 2014  | Dur             | Milos Raonic          | no 6  | 1/4    | 6-4, 65-7, 6-3           |
| 29 | no 21  | Shanghai        | 2014  | Dur             | Rafael Nadal          | no 2  | 1/16   | 6-3, 7-66                |
| 30 | no 12  | Indian Wells    | 2015  | Dur             | Kei Nishikori         | no 5  | 1/8    | 6-4, 7-62                |
| 31 | no 23  | Cincinnati      | 2015  | Dur             | Milos Raonic          | no 10 | 1/32   | 7-64, 6-4                |
| 32 | no 23  | Cincinnati      | 2015  | Dur             | Rafael Nadal          | no 8  | 1/8    | 5-7, 6-4, 7-63           |
| 33 | no 19  | US Open         | 2015  | Dur             | Milos Raonic          | no 10 | 1/16   | 6-2, 7-64, 6-3           |
| 34 | no 24  | Dubaï           | 2016  | Dur             | Novak Djokovic        | no 1  | 1/4    | 6-3, ab.                 |
| 35 | no 32  | Queen's         | 2017  | Gazon           | Stanislas Wawrinka    | no 3  | 1/16   | 7-64, 7-5                |
| 36 | no 32  | Queen's         | 2017  | Gazon           | Marin Čilić           | no 7  | Finale | 4-6, 7-62, 7-68          |
| 37 | no 32  | Indian Wells    | 2018  | Dur             | Jack Sock             | no 10 | 1/16   | 7-66, 4-6, 6-4           |
| 38 | no 37  | Queen's         | 2018  | Gazon           | David Goffin          | no 9  | 1/16   | 6-3, 67-7, 6-3           |
| 39 | no 106 | Coupe Davis     | 2021  | Dur (int.)      | Andrey Rublev         | no 5  | Poules | 2-6, 6-3, 6-4            |

## Classements ATP en fin de saison
| Année          | 2000 | 2001 | 2002 | 2003 | 2004 | 2005 | 2006 | 2007 | 2008 | 2009 | 2010 | 2011 | 2012 | 2013 | 2014 | 2015 | 2016 | 2017 | 2018 | 2019 | 2020 | 2021 | 2022 |
| Rang en simple | 269  | 159  | 62   | 28   | 25   | 34   | 81   | 35   | 31   | 47   | 32   | 20   | 40   | 28   | 14   | 17   | 28   | 36   | 64   | 62   | 64   | 106  | 832  |
| Rang en double | 404  | 178  | 335  | 90   | 40   | 65   | 130  | 201  | 42   | 78   | 101  | 132  | 180  | 132  | 52   | 35   | 11   | 24   | 32   | 55   | 64   | 125  | 72   |

Source : (en) Classements de Feliciano López sur le site officiel de la Fédération internationale de tennis

## Extra-sportif
Entre latin-lover et métrosexuel, Feliciano López a su bâtir un vrai business sur son image. Il est aujourd'hui, le joueur de tennis espagnol à tirer le plus de revenus de ses campagnes publicitaires, derrière Rafael Nadal. En 2012, il est élu « Athlète le plus sexy des Jeux olympiques » par de nombreux magazines, dont le tabloid anglais The Sun[réf. nécessaire].
En tant que mannequin, il a notamment représenté Jaeger-LeCoultre, Lexus (avec Bar Refaeli), Calvin Klein. Il a fait la une de prestigieux magazines tels que Sports & Style, il a posé nu pour un numéro de Cosmopolitan et est apparu à de nombreuses reprises dans Elle.
En 2008, il fait ses débuts de comédien dans la série espagnole à succès Los Serrano où il joue son propre rôle.